# Nikolaj Michajlovič Knipovič
Nikolaj Michajlovič Knipovič (in russo Николай Михайлович Книпович?; trasl. angl.: Nikolai Mikhailovich Knipovich; Suomenlinna, 6 aprile 1862 – San Pietroburgo, 23 febbraio 1939) è stato un ittiologo e oceanografo sovietico.

## Biografia
Knipovič si laureò all'Università statale di San Pietroburgo nel 1886 e nel 1892 discusse la sua tesi di dottorato "Materiali per lo studio degli Ascothoracida". Fu poi eletto professore assistente all'Università nel 1893.
Dal 1894 al 1921 lavorò al Museo Zoologico dell'Accademia russa delle scienze. Divenne poi professore di biologia e zoologia presso il Primo Istituto medico femminile (l'attuale Università medica statale di San Pietroburgo) nel 1911, continuando a ricoprire la posizione fino al 1930.
Divenne membro onorario dell'Accademia delle scienze dell'URSS nel 1935.

### Spedizioni
Knipovič organizzò e guidò la Spedizione Scientifica Murman da una località sulla costa di Murman del Mare di Barents tra il 1898 e il 1901 che segnò l'inizio dello studio sistematico delle risorse biologiche della regione. Per la spedizione fu costruita una speciale e moderna nave da ricerca marina, il piroscafo Andrej Pervozvannyj, e nel maggio 1900 Knipovič guidò una spedizione per effettuare osservazioni idrografiche e biologiche lungo le coste della Penisola di Kola dalla costa di Murman a 73° 00'N. Quindi, nell'autunno del 1901, tracciò una carta delle correnti basata sui dati raccolti sulla temperatura e sulla salinità dell'acqua e identificò diverse correnti marine calde. Nel 1902 fu il primo a comprendere la correlazione sulla relazione tra la distribuzione e le migrazioni dei pesci commerciali nel Mare di Barents e le correnti calde. Dalla Saint Andrew e da un'altra nave, la Pomor, furono effettuate osservazioni idrografiche in oltre 1.500 stazioni e studi biologici in circa 2.000.
Le altre spedizioni da lui condotte includono alcune nel Mar Caspio (1886, 1904, 1912–1913, 1914–1915, 1931–32), nel Mar Baltico (1902) e nel Mar Nero (1922–1927). La sua richiesta di effettuare una spedizione scientifica e di pesca nel Mar d'Azov e di mettere in sicurezza la nave "Besstrašnyj" fu approvata personalmente da Lenin.

### Attività internazionali
Knipovič manteneva ampie collaborazioni internazionali. Nel 1901 partecipò alla seconda conferenza del Consiglio internazionale per l'esplorazione del mare a Christiania (Oslo, Norvegia) e fu eletto tra i vicepresidenti del Consiglio. Tra il 1926 e il 1927 fu uno dei principali sostenitori della cooperazione tedesco-sovietica negli studi sul Mare di Barents e fu importante membro nella Commissione polare dell'Accademia delle scienze dell'URSS.

### Eredità
Knipovič è autore di numerose monografie sull'idrologia e sulla pesca nel Mar Glaciale Artico, nel Mar di Barents, nel Mar Caspio, nel Mar d'Azov e nel Mar Nero, nonché di numerosi studi sulla tassonomia ed ecologia degli invertebrati marini (molluschi e cirripedi parassiti) e sulla storia geologica dei mari settentrionali.

## Onorificenze
- Strada ribattezzata a suo nome in occasione del suo centenario - da "Via Kol'skaja" a "Via Knipovič" a Murmansk, Russia.[5]
- Tratto della dorsale medio atlantica a lui intitolata - Knipovich Ridge (tra la Groenlandia e lo Spitsbergen).[9]
- Baia nell'Artico che porta il suo nome - baia di Knipovič, Penisola del Tajmyr nell'alto Artico settentrionale.[10]
- Capo a lui dedicato - Capo Knipovič (Terra di Francesco Giuseppe).[11]
- Navi a lui decicate – il veliero "Nikolaj Knipovič", a bordo del quale furono effettuate regolari osservazioni oceanografiche tra il 1928 e il 1941 sulla "Sezione Kola"[3], e la R/V "Akademik Knipovič", una nave da ricerca russa, che raccolse materiale tra il 1965 e il 1967[2][12].
- Il Poljarnyj naučno-issledovatel'skij institut morskogo rybnogo chozjajstva i okeanografii imeni N. M. Knipoviča (PINRO) ha preso il suo nome nel 1935.
- Membro onorario dell'Accademia delle scienze dell'URSS, 1935.

### Taxa che prendono il nome da Knipovič
Generi
- Knipowitschia Iljin, 1927: genere di pesci ossei della famiglia Gobiidae fishes[13]
- Knipowitschiatrema Issaitschikov, 1927 (accettato come Galactosomum Looss 1899), genere di trematodi.)

Specie
- Akerogammarus knipowitschi Derzhavin & Pjatakova, 1967 (crostaceo anfipode)
- Alosa caspia knipowitschi (Iljin, 1927) (pesce clupeide)
- Anabaena knipowitschii Usachev, 1927 = Anabaenopsis knipowitschii (Usachev) Komárek, 2005  (cianobatterio)
- Anonyx knipowitschi Gurjanova, 1962 (crostaceo anfipode)
- Careproctus knipowitschi Chernova, 2005 (pesce liparide)
- Caspia knipowitchi Makarov, 1938 (mollusco gasteropode)
- Caspicola knipovitschi Derzhavin, 1944 (crostaceo anfipode)
- Caspiomysis knipowitschi G.O. Sars, 1907 (crostaceo misidaceo)
- Chasarocuma knipowitchi Derzhavin, 1912 (crostaceo cumaceo)
- Dyopedos knipowitschi (Gurjanova, 1933) (crostaceo anfipode)
- Filippovia knipovitchi (Filippova, 1972) (mollusco cefalopode)
- Gieysztoria knipovici (Beklemischev, 1953) (platelminta turbellare)
- Limnocletodes knipowitschi (G.O. Sars, 1927) (crostaceo copepode])
- Lumbrineris knipovichana Orenzanz, 1973 (Polichete)
- Monodacna knipowitschi (Logvinenko & Starobogatov, 1966) (mollusco bivalve)
- Peridinium knipowitschii Ussatschew (dinoflagellato)
- Sarritor knipowitschi Lindberg & Andriashev, 1937 (pesce agonide)

## Pubblicazioni selezionate
- N.M. Knipovich, Materials for the study of Ascothoracida (Materialy k poznaniiu gruppy Ascothoracida), San Pietroburgo, Tip. V. Demakova, 1892,  p. 155. URL consultato il 28 febbraio 2024 (archiviato dall'url originale il 28 marzo 2016).
- N.M. Knipovich, Expedition for Research and Fisheries Investigations at the Murman Coast (1898-1990), 1902,  p. 605.
- N.M. Knipovich, Principles of Hydrology in the European Arctic Ocean, St. Petersburg, Tip. M.M. Stasyulevich, 1906,  p. 1518.
- N.M. Knipovich, Hydrological Explorations in the Caspian Sea, Petrograd, 1914–15.
- N.M. Knipovich, Identification guide of the fishes of the Black and Azov Seas (Opredelitel Ryb Chernogo i Azovskogo morei), Moscow, 1923,  p. 144.
- Hydrological investigations in the Black Sea., in Sci. Work of the Azov-Black-Sea Scientific Producers Expedition, n. 10, Moscow, 1939,  p. 272.